# Vlieland
Vlieland (Flylân en frisó) és una de les illes Frisones pertanyents als Països Baixos, situada entre Texel i Skylge. El mar del Nord hi queda al nord-oest i el mar de Wadden al sud-est.
Té un total de 12 km de platja i 26 de carrils per a bicicletes. Disposa, a més, d'una línia d'autobús (la número 110).

## Situació administrativa i cultural
L'illa constitueix un únic municipi de 320,50 km², dels quals només 40,26 són de terra mentre que els 280,24 km² restants corresponen a aigua. L'1 de gener del 2021 tenia 1.194 habitants repartits sobre una superfície de 36,16  km².

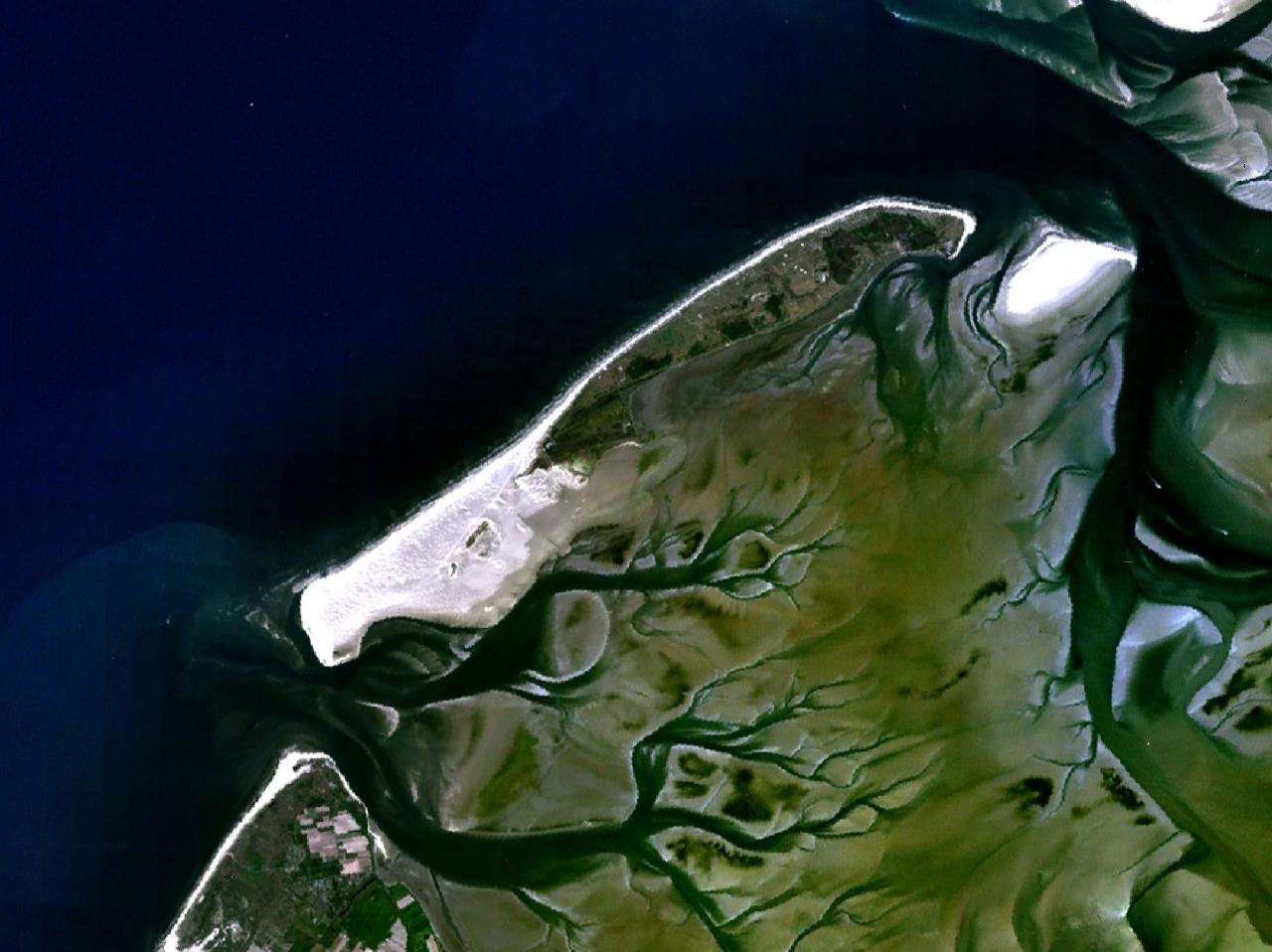
Vlieland via satèl·lit

Tot i que actualment només té un sol poble (Oost-Vlieland), fins al segle xviii en tenia també un altre: West-Vlieland, que fou definitivament abandonat el 1736 després de múliples inundacions i dels consegüents intents de reconstrucció.
Actualment pertany a la província de Frísia, si bé fins a la Segona Guerra Mundial pertanyia a la província d'Holanda del Nord (el canvi fou l'any 1942). Ja no s'hi parla frisó.

## Administració
Des del 10 de maig del 2021, l'alcalde del municipi és Michiel Schrier del Partit Socialista. Els 9 membres del consistori municipal són, des del 2022:
| Partit                   | Escons |
| ------------------------ | ------ |
| Lijst Fier               | 3      |
| NLV                      | 3      |
| Algemeen Belang Vlieland | 2      |
| GroenWit                 | 1      |
| Font:                    |        |

## Galeria d'imatges

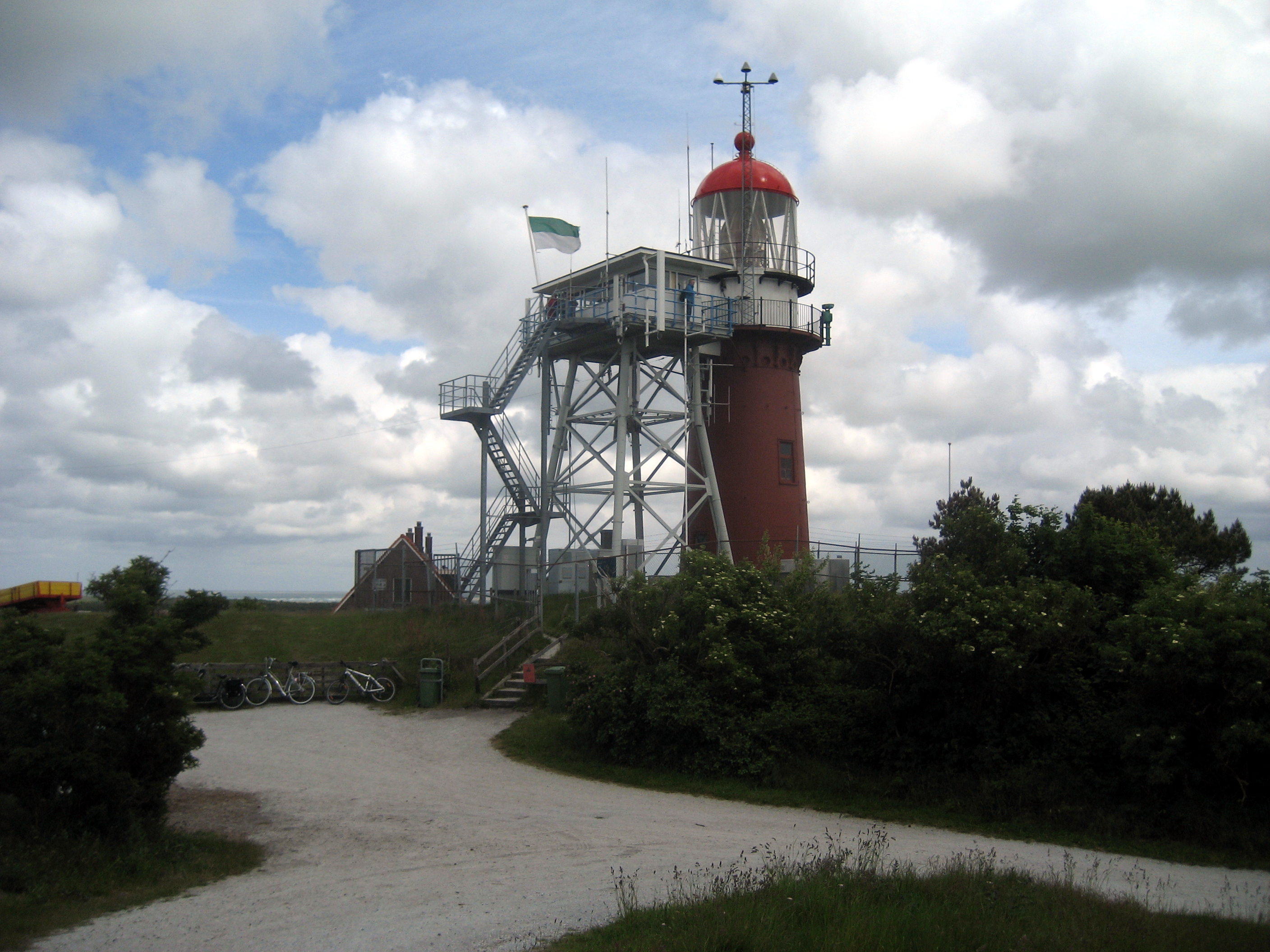
Far de Vlieland
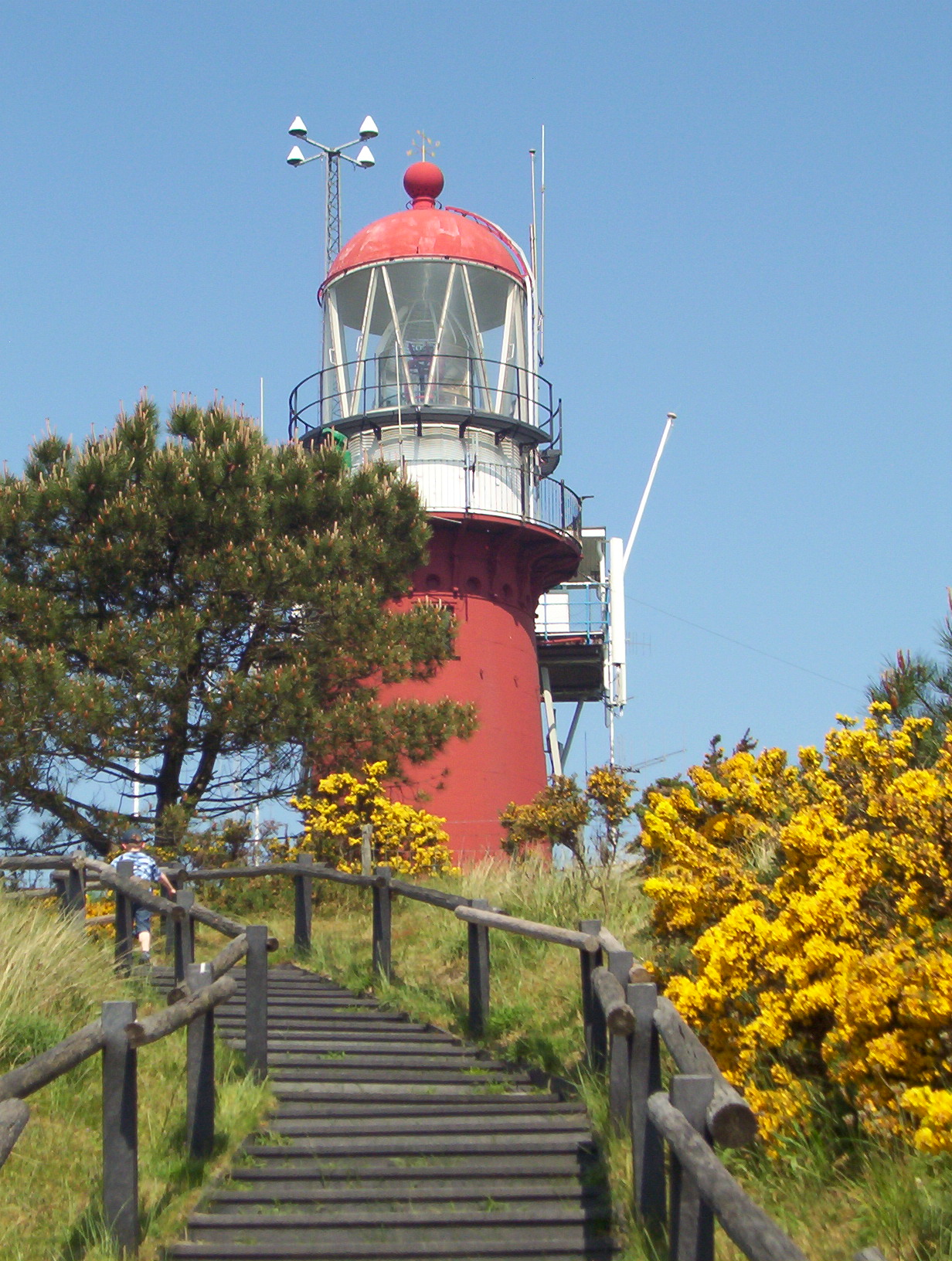
Far
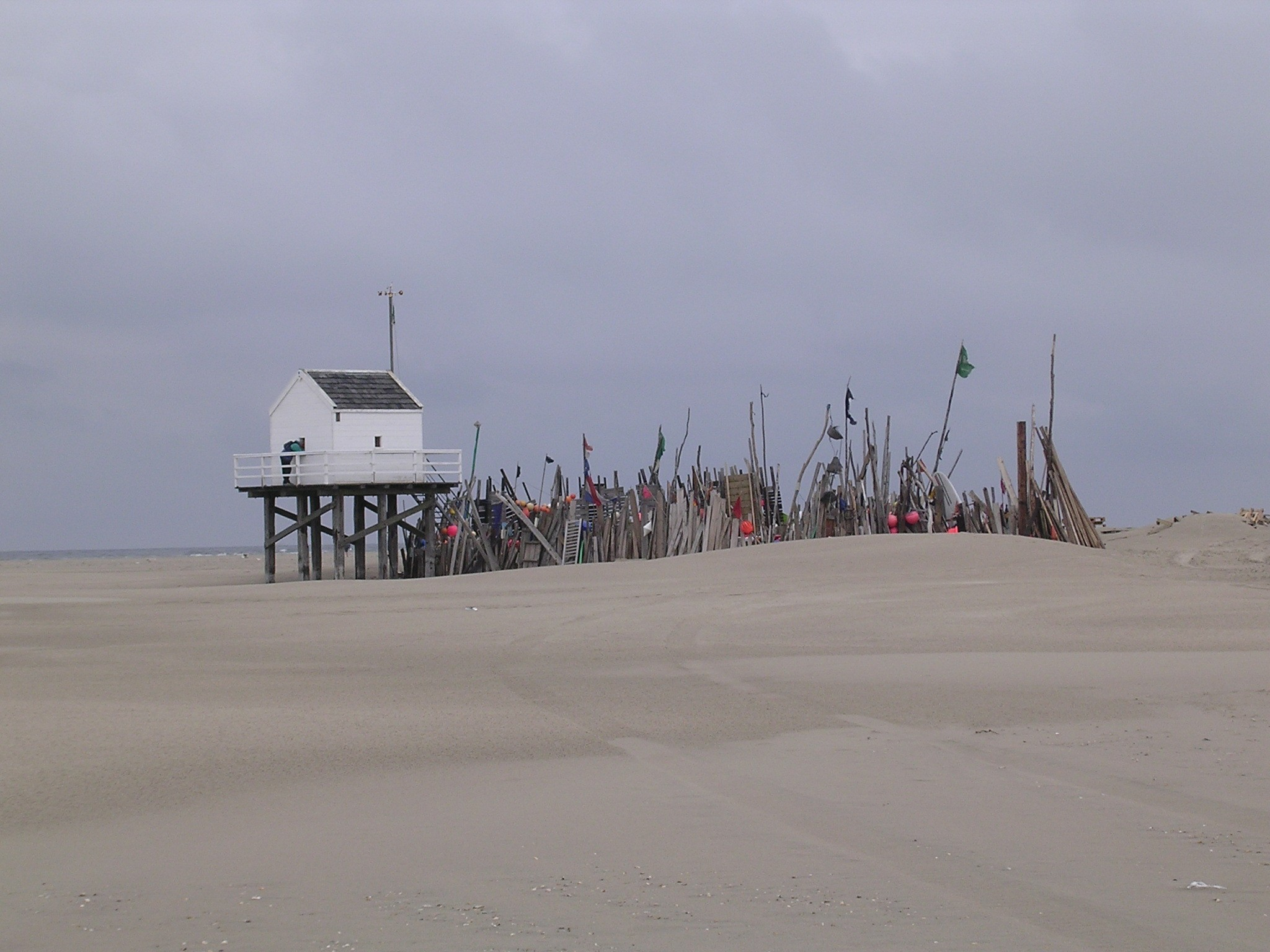
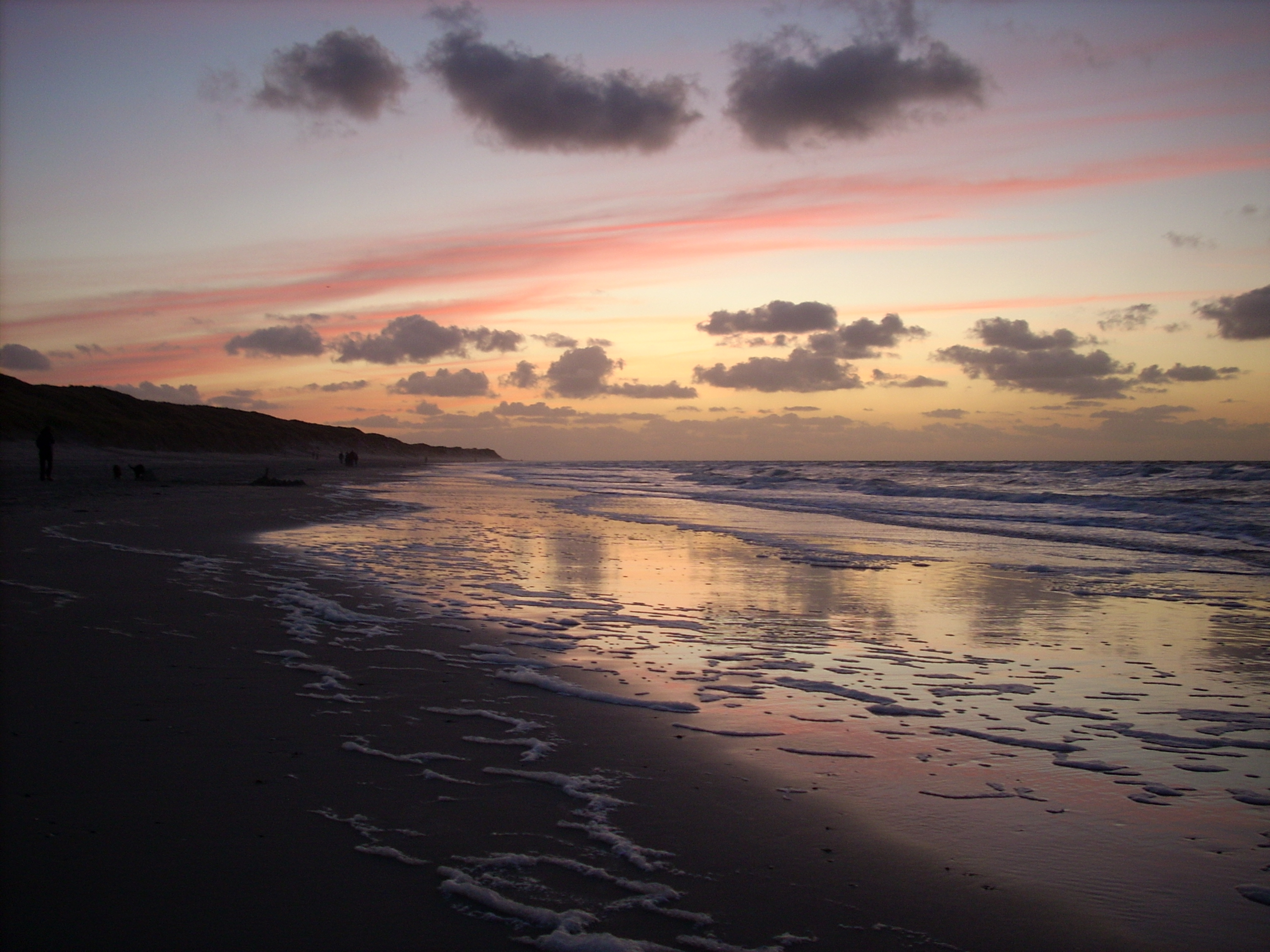